# Castello di Castelguelfo
Il castello di Castelguelfo è un maniero medievale che sorge lungo la via Emilia a Castelguelfo, piccola frazione del comune di Noceto, in provincia di Parma.

## Storia
La prima fortificazione, probabilmente costituita da un unico torrione difensivo, fu costruita prima del XII secolo a presidio dello strategico guado della via Emilia sul fiume Taro, che nel Medioevo scorreva in prossimità dell'edificio. L'epoca certa della realizzazione risulta ancora ignota, così come non si conosce il primo proprietario dell'edificio.
Nel 1189 l'imperatore del Sacro Romano Impero Federico Barbarossa investì il marchese Oberto I Pallavicino del castello di Castelguelfo, noto allora come Burgo Taronis.
Nel 1212 il feudo fu probabilmente acquistato dal vescovo Obizzo Fieschi, al quale succedette nel 1224 il nipote Sinibaldo, futuro papa Innocenzo IV, che ribattezzò il maniero "Torre di Sinibaldo" e intorno al 1226 lo fece rinforzare, con l'aggiunta di mura e torri difensive.
Nel 1312, durante gli scontri tra guelfi e ghibellini, i rossiani conquistarono il forte e lo affidarono a Gherardo da San Michele, utilizzandolo come carcere per una cinquantina di guelfi, in parte parenti e amici di Giberto III da Correggio; quest'ultimo tentò di riscattare la loro liberazione, ma vari prigionieri furono lasciati morire di stenti. L'anno seguente, temendo la reazione di Giberto, Gherardo, forse prezzolato o mosso da un sentimento di pietà, cedette il castello al Correggese, che, impossibilitato a difenderlo, lo fece completamente radere al suolo nel 1314.
In seguito il fortilizio fu probabilmente ricostruito dai da Correggio. Verso la fine del XIV secolo la struttura apparteneva ad Antonio da Correggio, ma nel 1397 il duca di Milano Gian Galeazzo Visconti gliela confiscò, per vendicarsi del tradimento del suo congiunto Guido, il quale, dopo sette anni di prigionia per aver tramato contro il milanese, al suo rilascio, nonostante la promessa di fedeltà, si era alleato coi nemici del Duca. Il castello fu allora assegnato al marchese Niccolò Pallavicino, che nel 1401 fu assassinato nel castello di Bargone. Gli succedette quindi il figlio naturale Rolando il Magnifico, che fece ricostruire e notevolmente rinforzare il maniero, rinominato allora "Torre d'Orlando" o "Torre del Marchese".
Tuttavia, il 14 giugno 1407 il guelfo Ottobuono de' Terzi pose l'assedio al fortilizio che, dopo giorni di continui attacchi con bombarde e catapulte, il 20 giugno capitolò al termine di un aspro combattimento; per sottolineare ulteriormente la sconfitta degli avversari ghibellini, il Terzi ribattezzò il castello Castrum Guelphum, ossia Castelguelfo, ristrutturò le mura e sostituì le aquile dipinte sui merli con i gigli. Nel 1409, in seguito all'assassinio di Ottobuono, il fratello Giacomo Terzi si rifugiò nel maniero e l'8 ottobre il capitano Ferro da San Felice, inviato dal marchese di Ferrara Niccolò III d'Este, tentò un attacco, ma vi rinunciò subito. Tuttavia, nelle settimane seguenti la situazione precipitò rapidamente e Giacomo Terzi fu costretto a fuggire a Borgo San Donnino e poi a Fiorenzuola, ove fu catturato e ucciso; il 6 dicembre il castello di Castelguelfo fu quindi assediato e occupato da Alberto Scotti.
Nel 1410 Orlando Pallavicino, intenzionato a riconquistare il maniero, rapì a Borgo San Donnino il vescovo di Piacenza Branda Castiglioni e lo liberò solo dopo quattro mesi, dietro il pagamento di un cospicuo riscatto in denaro, che nelle intenzioni gli sarebbe dovuto servire per organizzare l'attacco; tuttavia, nel mese di aprile il capitano Ferro da San Felice approfittò della circostanza per assaltare il castello per conto di Niccolò d'Este. Il Marchese assegnò inizialmente il maniero a Dante da Castiglione, ma nel 1416 incaricò Uguccione dei Contrari di consegnarlo a Gian Martino Sanvitale, come ricompensa per la perdita della rocca di Noceto.
Nel 1421 il duca di Milano Filippo Maria Visconti, nuovo Signore di Parma, ordinò al podestà di Parma di prendere possesso in suo nome del castello, conteso da Rolando il Magnifico, da Niccolò Terzi e dal Comune di Parma. L'anno seguente il Visconti fece rifornire di munizioni la rocca e nel 1425 la riassegnò al Pallavicino, che, tradendo la fiducia del Duca, soltanto due anni dopo si coalizzò coi veneziani; nel 1432 il Visconti, per riconquistare l'antico alleato, riconfermò a Rolando il Magnifico il possesso di tutti i suoi feudi.
Nel 1441 Niccolò Piccinino convinse il duca Filippo Maria del tradimento da parte del marchese Orlando e si fece incaricare di conquistarne lo Stato Pallavicino; attaccato su più fronti, il Pallavicino fu costretto alla fuga e tutti i suoi feudi furono incamerati dal Duca. Nel 1445 il Marchese diede prova di lealtà al Visconti, che acconsentì alla restituzione di quasi tutte le terre confiscate, a eccezione di Monticelli d'Ongina e alcuni altri feudi donati al Piccinino. Nel 1447, dopo la morte del Duca, Parma rivendicò la propria indipendenza su modello dell'Aurea Repubblica Ambrosiana e il Comune prese possesso del castello di Castelguelfo, ma la guarnigione posta a presidio fu presto sopraffatta dalle truppe dei Pallavicino. Nel 1448, durante uno scontro, Rolando e il figlio Oberto furono catturati per qualche tempo da Francesco Piccinino e il Comune di Parma cercò invano di rivendicare il possesso dei manieri di Castelguelfo e di Belvedere. Alla morte di Rolando nel 1457, il castello di Castelguelfo, insieme a quelli di Varano Marchesi, Gallinella e Miano, fu ereditato dal primogenito Nicolò.
Benché alcune antiche cronache riportino che verso il 1472 la fortezza sarebbe stata incamerata dal Comune di Parma e che il duca di Milano Galeazzo Maria Sforza ne avrebbe nominato castellano Scariotto da Imola, in realtà tale notizia non corrisponde al vero. Nel 1474 lo Sforza investì del feudo il marchese Alessandro Pallavicino, figlio di Nicolò, ma mantenne per sé il castello; nel 1481 il duca Gian Galeazzo Maria Sforza assegnò ufficialmente Castelguelfo al Marchese.
Nel 1500 il maniero fu occupato dall'esercito del re Luigi XII durante la guerra d'Italia; nel 1509 le armate francesi razziarono il castello di ogni bene.
Nel 1551, durante la guerra di Parma, le truppe dell'imperatore Carlo V d'Asburgo, guidate da Ferrante I Gonzaga, si impossessarono del castello e lo fortificarono durante gli scontri col duca Ottavio Farnese, allo scopo di stringere d'assedio il più possibile la città di Parma; i militari si ritirarono solo alla stipula della tregua nel 1552.
Nel 1557 Ottavio Farnese ordinò la demolizione del castello, che, appartenente a Ercole Pallavicino, passò successivamente ad Alessandro Pallavicino e infine a Sforza Pallavicino; alla morte senza eredi di quest'ultimo nel 1614, il feudo fu assorbito dalla Camera ducale di Parma.
Il 26 gennaio 1644 Odoardo I Farnese assegnò il marchesato di Castelguelfo, unitamente alla contea di Felino, al primo ministro Giacomo Gaufridi, che lo mantenne fino alla sua condanna a morte, decretata da Ranuccio II Farnese nel 1650 per placare le richieste del papa Innocenzo X, in seguito alla pesante sconfitta ducale nella guerra di Castro. Il Duca assegnò quindi la fortezza, trasformata poco alla volta in residenza nobiliare, al duca di Poli Apio Conti; alcuni anni dopo, quest'ultimo, in seguito alla morte di tutte e tre le sue figlie e della moglie, rinunciò al feudo, che ritornò alla Camera Ducale di Parma.
Il 15 maggio 1666 Ranuccio II investì Castelguelfo al marchese di Vigoleno Odoardo Scotti, al quale succedettero nel 1697 il figlio Filippo Maria, nel 1732 il nipote Francesco Maria e nel 1776 il bisnipote Alberto Maria, che mantenne i diritti feudali fino alla loro abolizione sancita dai decreti napoleonici del 1805.

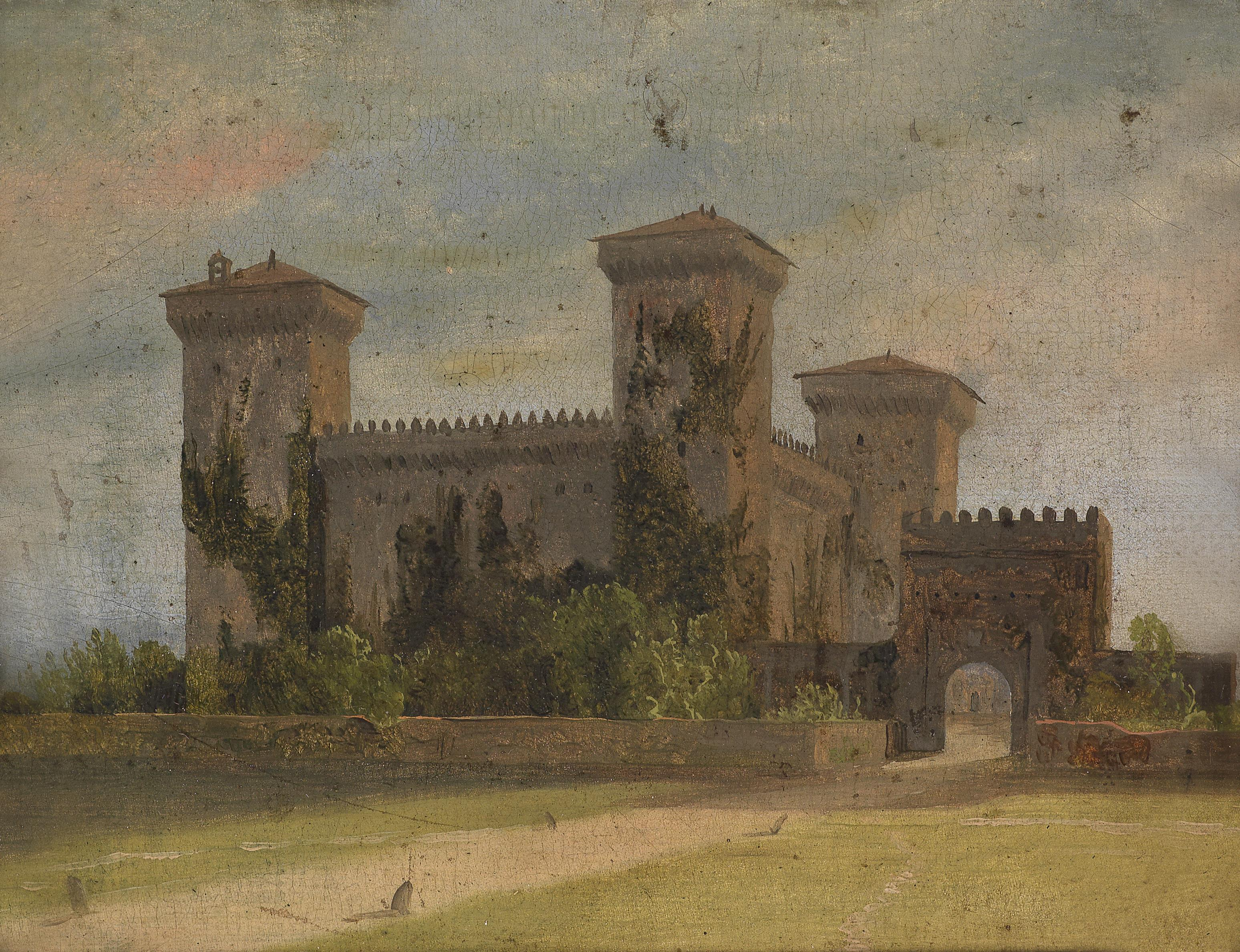
Il castello in un dipinto del XIX secolo

Nel 1815 il marchese Filippo Maria Scotti alienò il castello a Felice Bernini Carra, che nel 1827 lo rivendette al barone Gaetano Testa; quest'ultimo negli anni seguenti fece decorare gli interni del maniero con numerosi dipinti e fece realizzare il grande giardino all'inglese che ancora oggi circonda la fortezza.
Nel 1851 il barone Antonio Profumo acquistò il castello e l'anno seguente gli subentrò il figlio Pietro, che fece costruire l'oratorio. Tuttavia nel 1866 il tribunale di Parma espropriò la proprietà, che fu acquistata dai fratelli Giovanni Maria e Luigi Paolo De Luchi.
Agli inizi del XX secolo l'armatore genovese Fasce comprò da Gian Luigi De Luchi la fortezza e a partire dal 1916 la fece completamente ristrutturare; in tale occasione furono coperti i camminamenti con tetti, fu eliminato l'orologio posto in facciata, furono demoliti il caseificio e alcune delle abitazioni annesse, mentre furono recuperati l'antico mulino, le serre, le scuderie e l'ampio parco.
Alienato in seguito ad altri proprietari, nella seconda metà del secolo il castello fu acquistato dall'imprenditore Luigi Bonati, i cui eredi lo rivendettero nel 1994 alla famiglia Rovagnati.

## Descrizione

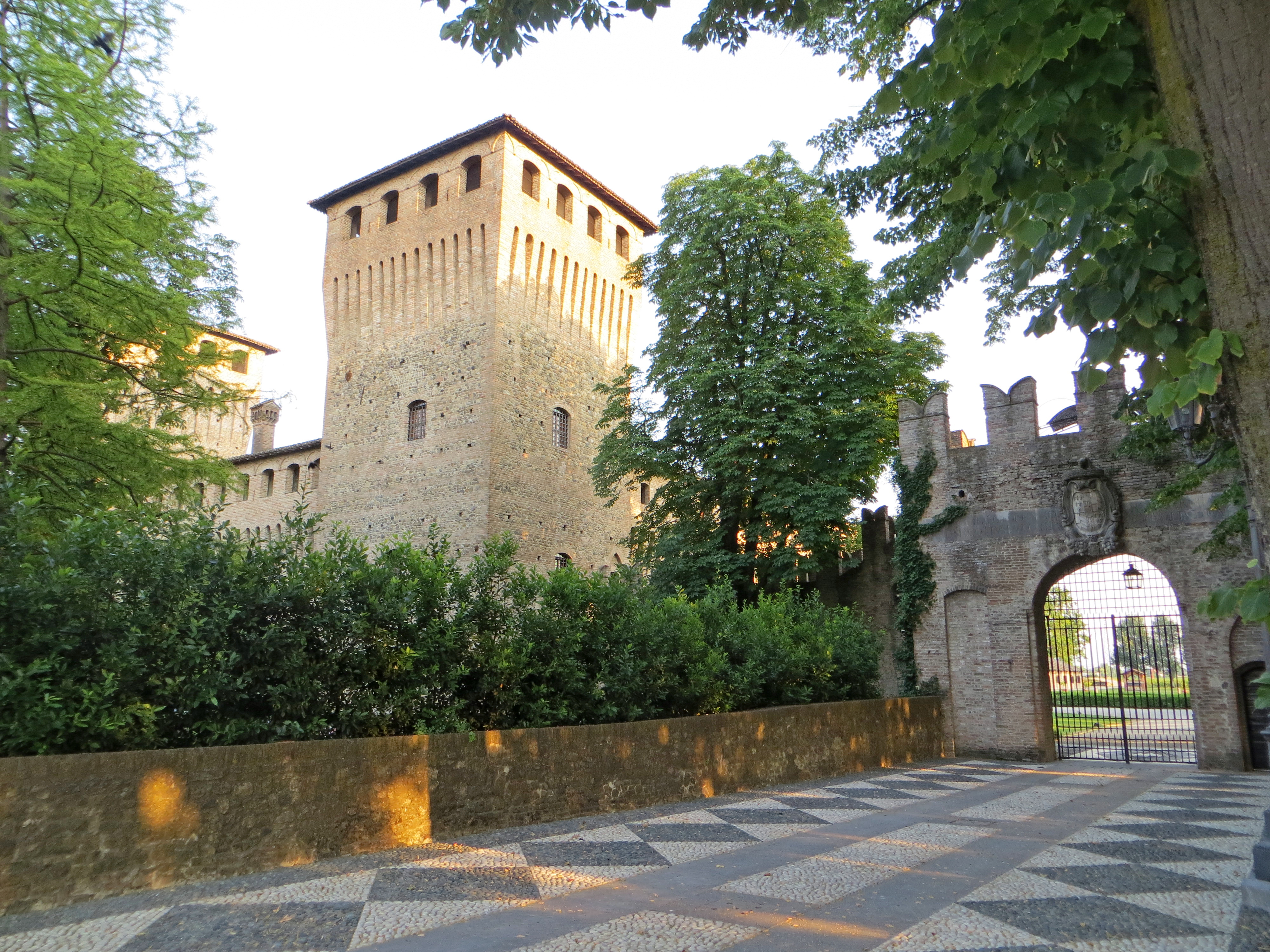
Ingresso e torre nord-ovest

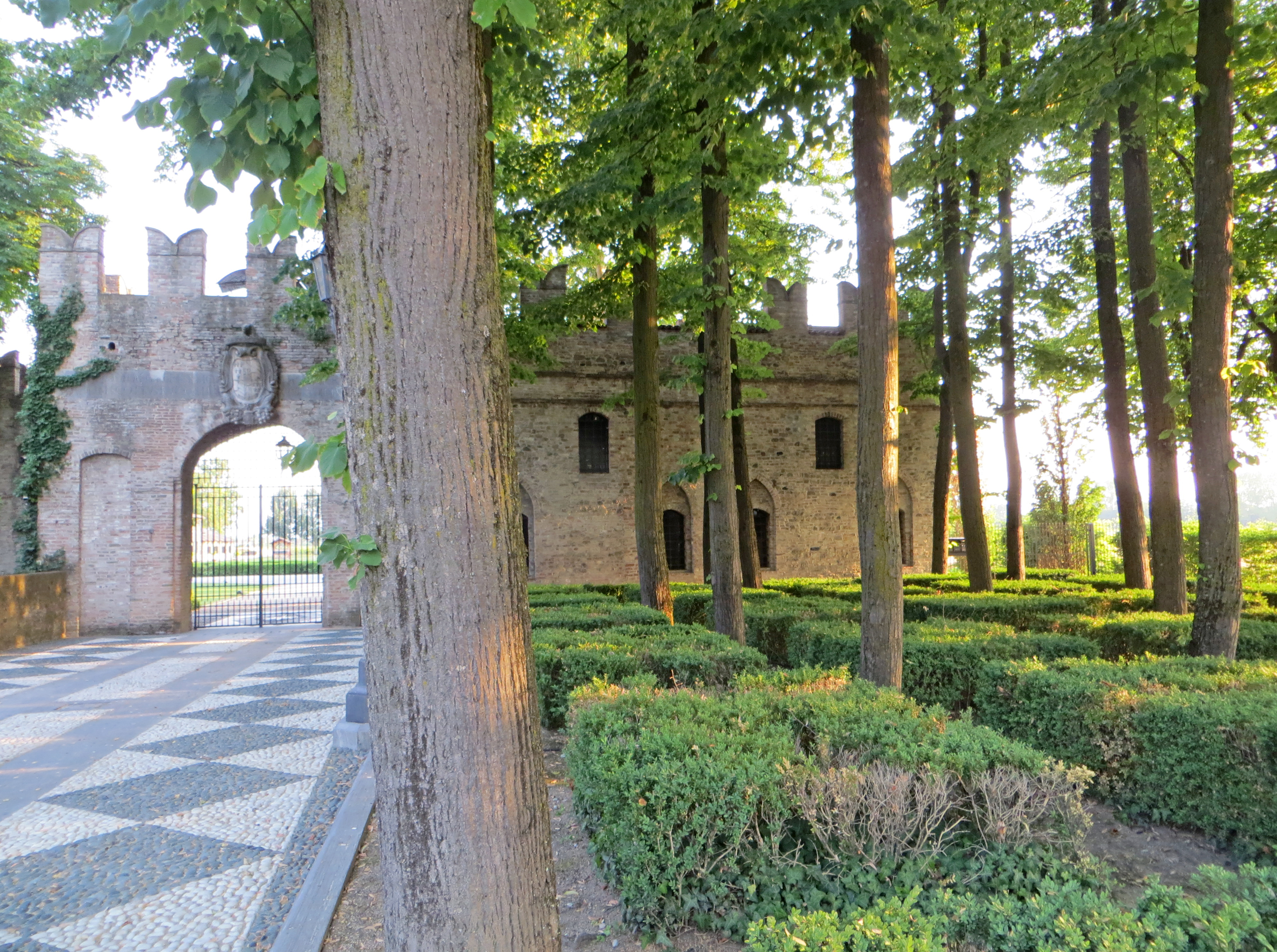
Rivellino d'ingresso

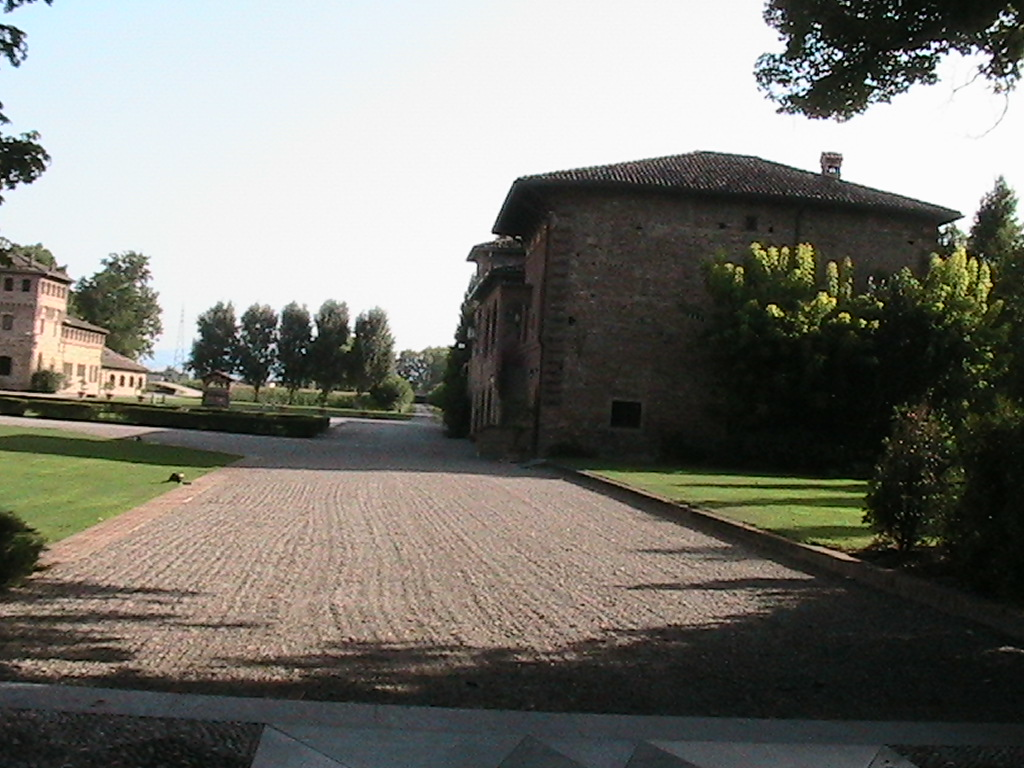
Il cortile con gli edifici annessi

Il castello si sviluppa su una pianta quadrata, attorno alla corte centrale, con due torri sul lato nord e altre al centro dei prospetti est e sud; a meridione e a oriente si sviluppa l'ampio parco con lago e a ovest di questo, attorno al grande cortile, si innalzano i numerosi edifici annessi, originariamente destinati a serre, scuderie e mulino, oltre all'oratorio ottocentesco.
L'accesso al complesso è rappresentato dall'ampia arcata a tutto sesto aperta nell'antico rivellino, posto a est del castello verso la via Emilia; l'edificio, coronato da merlature a coda di rondine, è affiancato da una costruzione in stile neogotico, sorta come portineria.
La fortezza, interamente rivestita in laterizio, si affaccia verso nord con un'alta facciata affiancata da due torrioni angolari; il prospetto è caratterizzato dalla presenza di numerosi beccatelli con caditoie, a sostegno degli antichi camminamenti coperti. Analoghi elementi architettonici proseguono anche lungo le altre fronti, di cui quella meridionale, risistemata agli inizi del XX secolo, è preceduta da una torre d'ingresso centrale; i due spigoli aggettano sui lati adiacenti, di cui quello occidentale si apre verso il parco attraverso un altro torrione nel mezzo.
All'interno l'elegante corte centrale è circondata da un porticato con sovrastante loggiato.
Gli edifici annessi, sviluppati su due complessi principali, presentano anch'essi caratteristiche analoghe al castello: rivestimenti in mattoni, beccatelli, merlature coperte da tetti in coppi e porticati dai tratti medievali.